# Storia di Lucca

Stemma ufficiale

## Le origini di Lucca: l'epoca preromana
La ricostruzione delle origini di Lucca è ancora oggi oggetto di controversie dottrinali. L'origine del nome secondo Silvio Pieri è incerta. Da studi toponomastici comunque più recenti e concreti, come spiega Riccardo Ambrosini, il nome Lucca ha riferimenti che portano a "bosco sacro" (latino lucus), "tagliare" (latino lucare) e "spazio luminoso" (leuk, termine in uso nelle prime popolazioni europee e da cui derivano altri nomi di città, come Vienna).
L'ipotesi iniziale, oggi sempre meno considerata veritiera, era quella di una radice celto-ligure luk, "luogo paludoso". Invece l'origine a quanto pare riporta a una area boschiva deforestata per fare spazio alla luce o ad una radura posta su un'isola fluviale di detriti del Serchio, in mezzo ad aree boschive. 

Gli insediamenti più antichi quasi certamente si hanno quindi già con le prime popolazioni europee, quindi con i Liguri e successivamente con gli Etruschi.
Già verso l'anno 1000 a.C. si hanno prove di estrazione e lavorazione del ferro, a prova della presenza di popoli insediatisi nella piana occidentale del Serchio. Monete "lucchesi" contrassegnate da Λ (L greca) o da CC sono state rinvenute e sono databili fin dal IV secolo a.C..
Il primo insediamento riguardante la città avvenne su un'isola del Serchio, secondo Isa Belli Barsali, che si rifà a diversi studi sull'antico corso del fiume. Sembra certo che il regime idrografico della piana venisse regolato in epoca romana. Con la fine dell'impero romano la manutenzione idraulica venne abbandonata e dovettero comunque porsi rimedi, di cui si ricorda tradizionalmente quello di San Frediano.
Discussa è l'origine etrusca delle mura, in grandissima parte scomparse, ma rinvenute in alcune punti della città. Anche il Matraia parla di "mura ciclopiche", d'altronde diffuse in altre città della Toscana. Il materiale costituente sarebbe il calcare bianco dei Monti Pisani da S.Maria del Giudice, che per la sua durezza avrebbe indirizzato verso questa tecnica costruttiva. Invece è nota la cerchia della Lucca "quadrata" , costruita in blocchi regolari dai romani, che durò fino ai primi secoli del nuovo millennio, lasciando fuori il borgo di San Frediano, che comprendeva all'epoca l'anfiteatro romano.  "Un settore dell’antica cinta muraria romana è inglobato nella parete della chiesa di Santa Maria della Rosa.""I saggi del 1935 portarono alla luce, sulla piazzetta della Rosa, quasi al vertice sud-occidentale della cerchia, un tratto di mura che fu smontato ed è oggi collocato sullo spartitraffico di Via della Rosa".

## Epoca romana

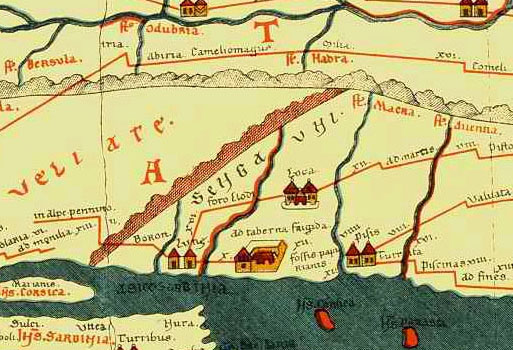
Tabula Peutingeriana: Pars IV - Segmentum IV
Rappresentazione delle zone Apuane:
sono indicate le colonie di Pisa, Lucca, Luni e il nome "Sengauni"

Il console romano Sempronio Longo, inseguito da Annibale durante la seconda guerra punica dopo la sconfitta del Trebbia (218 a.C.), si rifugiò a Lucca, probabilmente già fortificata.
Nel 179 a.C., dopo un decennio di battaglie con risultati alterni, i romani, guidati da Quinto Fulvio Flacco e Aulo Postumio Albino, vinsero gli Apuani-Liguri, che "si trasferiscono – più o meno volontariamente – dalla montagna per colonizzare le terre della Valdinievole, il margine delle Cerbaie, la Piana di Lucca, conservando tradizioni e, come a Marlia, l’abbigliamento ‘etnico’ e costruiscono assieme ai coloni Latini reclutati fra chi già aveva questa posizione giuridica, nell’Italia romana, o fra gli Etruschi di Pisa ritornata in possesso, almeno ‘di diritto’, della Piana dell’Auser – la nuova comunità che trova il riferimento politico, amministrativo, culturale nella città-stato di Lucca, fondata nell’anno precedente (180 a.C.)." La fondazione avvenne a valle dei territori degli Apuani-Liguri, Luca, in un territorio soggetto a Pisa, «Pisanis agrum pollicentibus quo Latina colonia deduceretur, gratiae ab senatu actae; triumviri creati ad eam rem Q. Fabius Buteo M. et P. Popilii Laenates», con conseguente deduzione di legionari veterani nella colonia, similmente a quanto documentato per Luni e successiva bonifica ed immediata centuriazione della pianura lucchese. Nel 180 a.C. Lucca diventa così colonia romana di diritto latino. Alla prima colonizzazione di epoca repubblicana si aggiunse una seconda deduzione di coloni in epoca augustea  : precisamente "fra il 41 e  il 27 i militari della XXVI e [XX]VII legione ottennero la pianura del Serchio", che subì una nuova centuriazione. "Ciò significò la ripartizione dell’intera piana lucchese in appezzamenti quadrati aventi lato di 20 actus, pari a circa m 710, secondo un orientamento nord-sud di pochi gradi declinato verso est."  Giulio Ciampoltrini riassume così la politica del console Quinto Fulvio Flacco verso gli Apuani sconfitti nella campagna del 179 a.C., che l'anno prima erano stati dedotti nel Sannio: " i Liguri-Apuani  si trasferiscono – più o meno volontariamente – dalla montagna per colonizzare le terre della Valdinievole, il margine delle Cerbaie, la Piana di Lucca", unedosi nell'opere di bonifica ai coloni latini e forse anche etruschi, intorno al nuovo soggetto politico-amministrativo appena fondato, Lucca, che subito si cinge di una cerchia di mura.
E' stato ricostruito il corso del Serchio in epoca romana, grazie alle ricerche di Marcello Cosci, in rapporto agli insediamenti di età etrusca e romana, confermate da Piccinini  , così come segue. "Il fiume si divideva subito a valle di Ponte a Moriano in due rami: di destra che, ripetuto oggi in buona parte dall’Ozzeri, dopo aver percorso la Piana giungeva quasi al piede dei Monti Pisani, per poi sfociare in Arno all’altezza di Pisa, nel tracciato attuale del Serchio vero e proprio; di sinistra, che – distribuendosi in rami che s’intrecciano nella forma del braided river 39 – fluiva fra Monte Pisano e Cerbaie verso l’Arno, in cui s’immetteva al vertice settentrionale del meandro su cui nel XII secolo fu fondata Bientina."
Con la promulgazione della lex Iulia de civitate, Lucca, nell'89 a.C., fu elevata al rango di Municipium. Sulle vicende storiche di questa prima fase del Municipium lucchese si conosce poco, a causa dei pochissimi documenti arrivati integri fino ai giorni nostri.
Fu a Lucca che nel 56 a.C. Cesare, Pompeo e Crasso si incontrarono e rinnovarono il patto di governo chiamato primo triumvirato, precedentemente stipulato nel 60 a.C.
Tra i pochi documenti troviamo una lettera che Cicerone scrive a Bruto, nella quale viene citato il nome di Lucca: Lucius Castronius Paetus longe princeps municipii lucensis. (Cicerone, Epistula Ad Familiares, 13 -13).
Quello che invece sembra confermarsi sempre più è l'importanza strategica di Lucca, in qualità di città-fortezza sia nel primo confine della Repubblica romana che durante l'Impero, in caso di attacchi "barbarici" da Nord.
Da notare che Lucca si trova proprio sul "confine dell'olivo" della penisola italica, quindi sul confine del clima mediterraneo che ha favorito lo sviluppo della civiltà romana, perciò Lucca, risultava per i romani la città-fortezza che doveva proteggere il cuore dell'impero dalle ostilità del continente.
Relativamente all'importanza agricola della colonizzazione nella piana di Lucca si riporta una citazione dalla Relazione Quadro Conoscitivo del Comune di Porcari :  "Un insieme di fattorie per la produzione di prodotti agricoli come il vino e l’olio che formavano un “polo agricolo” di grandissima importanza nell’impero romano da permettere alla città di “Luca” di ospitare un triumvirato, e che grazie al collegamento navigabile “Auser-Arno-Mare Nostrum” venivano esporati in tutto il Mediterraneo."
L'importanza strategica di Lucca è stata provata anche dal ritrovamento di blocchi di pietra di enormi dimensioni, frammenti quindi di mura difensive di dimensioni senza eguali (rispetto ad altre città, nella tavola peutingeriana, Lucca è infatti indicata in modo stilizzato da una fortificazione).

Questa importanza strategica e militare di Lucca darà modo alla città di mantenere un alto grado di importanza nei successivi sviluppi storici medievali.
Anche a Lucca il cristianesimo si innesta: l'episcopato cristiano a Lucca risale al II-III secolo d.C. Una fonte documentaria è datata anno 343, ed è la sottoscrizione del vescovo di Lucca, Massimo,  al Concilio di Sardica, l’attuale Sofia, in Bulgaria. : “Maximus a Tuscla de Luca”. Le campagne di scavi, condotte tra il 1969 e il 1992, hanno trovato le vestigia di una basilica paleocristiana, datata al IV-V secolo e dedicata a Santa Reparata, identificabile come la prima cattedrale.

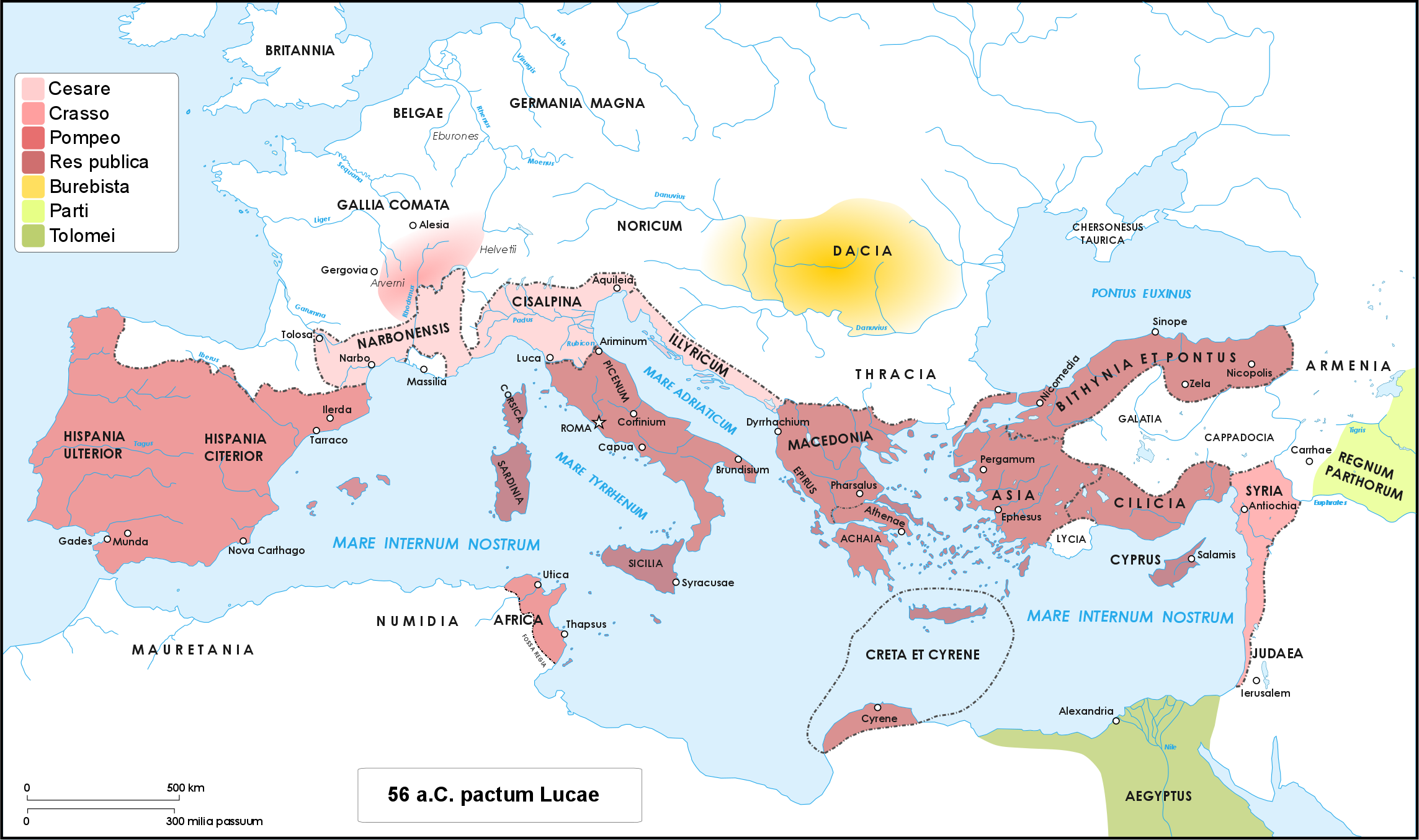
Carta con la "città-fortezza" di Lucca al tempo del primo triumvirato

## Periodo longobardo

### L'occupazione longobarda della Tuscia (574-680)
Dopo essere stata conquistata dagli Ostrogoti (493) e poi dai Bizantini (552), tra il 571 ed il 574, passando per il passo della Cisa e poi dalla Garfagnana,  i Longobardi giunsero a Lucca e ne fecerono un ducato, oltre a quello di Chiusi, entrambi compresi nella Tuscia . In quell'epoca era vescovo di Lucca San Frediano (566-588),  che nel 575 fece aprire una nuova via al fiume Serchio attraverso la gola di Ripafratta, eliminando in parte i gravi problemi che dalla fondazione il fiume causava alla Città. La versione dei fatti idraulici avvenuti nel VI secolo sostenuta dalla  Paderi e dal Bertini, afferma invece che le acque, che spagliando dal ramo occidentale del Serchio finivano per lambire le mura orientali di Lucca, vennero allontanate dalla città prima di S.Pietro a Vico ed incalanate nell'Ozzeri, che già raccoglieva  le acque settentrionali dei monti Pisani, riducendo in tal modo la portata del ramo del Serchio occidentale. Per tale deviazione i contadini di Lunata, frazione di Capannori, furono indispettiti per l'acqua che correva nei loro terreni, come riportato dal Bertini in Dissertazioni sopra la storia ecclesiastica lucchese, IV dissertazione, Memorie e documenti per servire all'istoria del Ducato di Lucca, Lucca, 1818, tomo IV, pag. 259.
Ebbero inizio saccheggi e devastazioni, dovute alla guerra con i Bizantini che presidiavano ancora alcune aree. Progressivamente si ebbe un avvicinamento tra i nuovi conquistatori e la popolazione autoctona, grazie alla profonda religiosità mostrata dai Longobardi e alla concessione ai lucchesi di una condizione giuridica nella nuova organizzazione politica decretata dai re longobardi. Venne così fondato il Ducato di Tuscia con capitale Lucca, archetipo della moderna Toscana, comprendente anche Firenze (all'epoca una città molto piccola e senza vie di comunicazione). Successivamente Autari, re d'Italia dal 584, riorganizzò la Toscana costituendo tre ducati: il Ducato di Lucca, il Ducato di Firenze e il Ducato di Pisa.Quello di Lucca divenne sede abituale del re e importante nodo viario lungo la via Francigena.

### Il Ducato di Tuscia nel Regno longobardo (680-774)
Nell'ultimo periodo dell'occupazione longobarda diviene per lungo tempo capitale della Tuscia.
Per delineare la situazione creata a Lucca dal dominio longobardo, vale la pena di citare p.3 dell'opera del Sac. Luigi Nanni, La parrocchia studiata nei documenti lucchesi dei secoli VIII-XIII: "..omissis...Con un attento esame delle carte arcivescovili del sec. VIII, non è difficile pervenire alle seguenti constatazioni: a) la cultura, in quel secolo, era ridotta al minimo grado; b) i longobardi erano in possesso di numerosi beni (evidentemente non in conseguenza di legittimo acquisto, ma di rapine e di stragi); c) il clero stesso era, in gran parte, di nazionalità longobarda (ciò apparisce chiaramente dall'onomastica); d) tutti i vescovi di quel secolo furono longobardi.  ...omissis.." 
Inizia nel VIII secolo il periodo dei vescovi longobardi: Balsari, Telesperiano, Walprand (737-754) - figlio di Walpert, duca di Lucca - che seguì re Astolfo nella sua spedizione contro Roma.
Risulta accertato che intorno all'VIII secolo, mentre si convertono al cattolicesimo, re, duca, nobili e commercianti longobardi danno luogo ad elargizioni cospicue alla chiesa lucchese, accrescendone il patrimonio. Fioriscono così i monasteri, come il monastero di San Pietro nel Vico Asulari (San Pietro a Vico), quello di San Salvatore di Sesto, di San Pietro di Camaiore e di San Giustina di Lucca, edificato per merito di Allone, duca di Lucca, sotto il cui dominio avvenne la "terribile carestia" del 775. E vengono fondate chiese, tra cui: San Micheletto nel 721 da Pertuald, facoltoso aristocratico collegato con la corte pavese e amico di Liutprando e padre del vescovo Peredeo; Santa Maria in Via nel 774 da Anspald figlio di Teutpald; San Dalmazio nel 771 dal negoziante Fridulo. Nel 720, sotto il vescovo Telesperiano, venne costruito fuori porta San Pietro, lo xenodochio di San Silvestro, per opera di dodici ricchi longobardi. La chiesa e il monastero di San Gregorio nel 783 sono edificati da Tuedipert e Anpert, nel 790 un convento di monache viene eretto con la Chiesa dei Santi Filippo e Giacomo grazie al Diacono Iacopo, futuro vescovo.
Peredeo, figlio di Pertuald e Sundruda, successe a Walprand come vescovo di Lucca dal 754 alla morte nel 779. Nonostante un breve periodo di prigionia in Francia ad opera dei Franchi, che invasero Lucca nel 774, Peredeo è ricordato per l'oculata amministrazione delle rendite e del patrimonio ecclesiastico, grazie al quale il territorio episcopale lucchese arrivò a comprendere la diocesi di Pescia, di Massa, di San Miniato, i territori della Val d'Elsa e della stessa Maremma toscana.
Nel 725 viene citata nei documenti come chiesa matrice di Lucca la chiesa di S. Martino. Prima lo era la chiesa dei SS. Giovanni e Reparata.

## Il periodo franco

### L'età carolingia (774-843)
Nel 774 il dominio longobardo cade e Lucca passa sotto quello dei Franchi. Con l'avvento del Sacro Romano Impero, Firenze diviene la nuova capitale del Marchesato o Marca di Tuscia. Al duca Allone succede nel 797 il conte Wicheramo.
Alla morte del vescovo Peredeo (779) succedono Giovanni I, Jacopo I, fratello di Giovanni I, fondatore della biblioteca del Capitolo di Lucca, e poi Pietro I. Solo con il vescovo Berengario (837-843) arriva un vescovo non più longobardo, ma franco.
Dopo Wicheramo, nell'812, inizia la dinastia bavarese dei Bonifaci con Bonifacio I di Lucca detto il Bavaro, padre di Bonifacio II di Toscana,  che governò da Lucca la marca di Tuscia dall'823 all'839 e liberò con altri feudati toscani la Corsica e la costa tirrenica dalle incursioni dei Saraceni (838). Nelle lotte tra Ludovico il Pio e Lotario I, il marchese Bonifacio rimase fedele al primo, liberando la moglie di Ludovico, Giuditta di Baviera ,imprigionata a Tortona. Con la sconfitta di Ludovico e la conseguente elezione a re d'Italia di Lotario venne privato della marca e cadde in disgrazia. Trascorse gli ultimi anni della sua vita in esilio in Francia.
Nella prima metà del IX secolo continuano ancora le donazioni e le fondazioni di luoghi di culto ad opera di longobardi. Nell'805 viene edificata da un certo Natale, muratore (casarius), una chiesa in onore di San Pietro, con l'obbigo di far da mensa per gli indigenti ogni venerdì, e nell'822 viene fondato da Prandulo e Tudipert il monastero dei Santi Benedetto e Scolastica, che offre un pasto per i poveri una volta a settimana.

### L'età post-carolingia (843-1001)
Al vescovo Berengario segue Ambrogio (843-852), anch'esso franco: con entrambi molti dei beni ecclesiastici furono concessi ai laici eminenti della diocesi. Allo spogliamento del patrimonio cominciarono a porvi rimedio i vescovi Geremia Aldobrandeschi (852-867) e Gherardo I (869-895). Geremia, che era fratello del primo comes delle contee toscane meridionali, Ildebrando, riuscì nell'852 ad avere da Ludovico II il Giovane un provvedimento imperiale di annullamento di tutti i livelli in corso che potevano impoverire la diocesi lucchese, "ordinando che tutti i detentori di beni ecclesiastici a qualunque titolo dovessero lasciarli liberi". L'Impero da tempo era preoccupato dell'eccessivo accrescimento dei patrimoni dei nobili, che rischiava di ribaltare gli equilibri del potere in essere.
A partire dal Trattato di Verdun (843), i gastaldati, la contee e le diocesi della Tusciacaddero sotto il controllo della corte ducale di Lucca, dove era duca Bonifacio II, gran feudatario dell'imperatore del sacro romano impero come il padre, Bonifacio, giunto al seguito di Carlo Magno,  ma di origini bavaresi. Gli successe Adalberto I di Toscana, documentatato dall'846 come marchese di Toscana e tutor della Corsica, con il compito di coordinare la difesa dai Saraceni. Fu inviato nell'855 da Ludovico II a Roma a capo di un'ambascieria, con l'incarico di non ratificare l'elezione di papa Benedetto III e di sostituirgli Anastasio. Le sue truppe invasero il Laterano, arrestarono il papa ma non riuscirono nel loro proposito. La Tuscia fu retta all'incirca dall'889 al 915 da Adalberto II di Toscana, detto il Ricco, figlio di Adalberto I e della seconda moglie Berta di Lotaringia, contessa di Provenza. Grazie a loro la corte di Lucca acquistò l'importanza di un grande centro. Lucca accolse infatti nel 901 l'imperatore Ludovico III, re di Provenza, che in quell'anno venne incoronato a Roma imperatore da Benedetto IV dopo aver sconfitto Berengario I del Friuli, all'epoca re d'Italia. Sono rimaste famose le parole, riportare da Liutprando, vescovo di Cremona, nella sua opera letteraria " Antapodosi" che sembra aver pronunciato con un sussurro Ludovico III durante la visita del Palazzo ducale suburbano:
" .... quest'uomo (Adalberto II) dovrebbe essere re e non marchese, non c'è nulla in cui sia inferiore a me, tranne il titolo"
Tornato in Italia, Ludovico venne sconfitto da Berengario I nel 902 e poi nel 905, quando fu catturato, accecato a Verona ed infine rimandato in Provenza. Anche Berengario I venne a Lucca nel 915, accolto da Adalberto, mentre andava a Roma a farsi incoronare imperatore da papa Giovanni X. Adalberto II è sepolto nella cattedrale di San Martino con la moglie Berta, morta nel 925, un anno prima dell'incoronazione a re di Italia di Ugo di Provenza, il figlio che ebbe dal primo matrimonio con Tebaldo d'Arles.
Nel 932 Ugo sposò con grande scandalo Maronzia, che, esponente di una potente famiglia di origine longobarda di Tuscolo, aveva precedentemente sposato in seconde nozze Guido di Toscana, primogenito di Berta ed Adalberto II. Ugo abdicò in favore di suo figlio Lotario II, avuto in seconde nozze da Alda, e morì ad Arles dove era ritornato all'inizio del 947 con il tesoro del regno d'Italia, dopo essere stato sottomesso da Berengario II. Questi, che già reggeva di fatto il governo del regno, si fece incoronare con il figlio Adalberto a Pavia il 15 dicembre 950, appena dopo la morte prematura di Lotario II.
Nel 929 Lamberto di Toscana, secondogenito di Adalberto II, succedette al fratello Guido, morto senza eredi, come conte e duca di Lucca e margravio di Toscana. Tuttavia, appena due anni più tardi fu esautorato e accecato da Ugo di Provenza, suo fratellastro per parte di madre, che trasferì il marchesato al fratello Bosone. Questi però gli si rivoltò contro e nel 937 venne sostituito nel marchesato di Toscana dal figlio illegittimo di Ugo, Uberto, da cui nascerà il marchese Ugo II di Toscana, ricordato da Dante come il "gran barone" nel sedicesimo canto del Paradiso. Uberto venne rimosso da Berengario II, che lo sostituì con il supponide Ugo I di Toscana, il quale rimase a lungo oppositore dell'imperatore Ottone I, incoronato nel 962. Al principio degli anni 970 fu concesso di rientrare in possesso del marchesato di Toscana a Ugo II, figlio di Uberto, che spostò la sua residenza da Lucca a Firenze. Durante il regno dell'imperatore Ottone III, Ugo II fu uno dei consiglieri più influenti per le sue riforme ecclesiastiche. Ugo morì il 21 dicembre 1001 e gli successe alla guida del marchesato Bonifacio III di Toscana, investito ufficialmente in occasione dell'incoronazione a re d'Italia di Enrico II il Santo a Pavia nel 1004.
Ranieri di Toscana, parte della famiglia dei conti Guidi, che successe al governo del marchesato dopo la morte di Bonifacio III, presumibilmente nel 1014, si scontrò con Corrado II di Franconia proprio a Lucca, tra il 1026 ed il 1027, forse perdendovi oltre al marchesato anche la vita. Corrado II, detto il Salico, poté quindi proseguire, scortato anche dall'allora vescovo di Lucca, Giovanni II, in direzione di Roma, dove venne incoronato imperatore il 26 marzo 1027.

## I Canossa

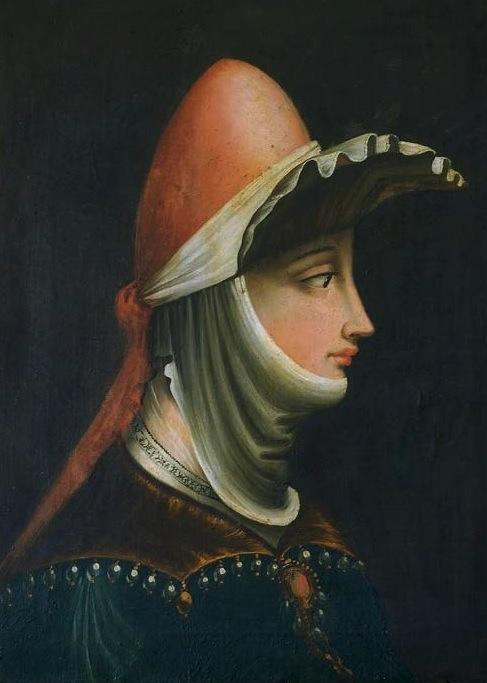
Matilde di Canossa

Per volere di Corrado II, Bonifacio di Canossa, noto anche come Bonifacio III di Canossa o Bonifacio IV di Toscana, successe a Ranieri nel 1027. Figlio di Tedaldo di Canossa, che aveva fondato la sua fortuna sulla fedeltà alla famiglia degli Ottoni, Bonifacio fu un personaggio importante per la storia di Lucca. Iniziò la sua ascesa nel 1014, aiutando l'imperatore Enrico II a deporre Arduino, marchese di Ivrea, autoproclamatosi re d'Italia senza che l'imperatore riconoscesse l'investitura. Nel 1027 Bonifacio sostenne la candidatura di Corrado II di Germania per la corona d'Italia e la corona imperiale, contro Ranieri, margravio di Toscana, che egli stesso sostituì, dopo averlo vinto con un assedio nella città di  Lucca. Da Montecarlo, nella villa di Viavinaia dei Canossa, passò Corrado II il febbraio 1038, con la moglie Gisla e con il figlio e la moglie di lui Cunegonda mentre andava a Roma col papa Benedetto IX. A distanza di oltre cinquant'anni vengono ricordate le sue cosuetudines perversas nel  privilegio di Enrico IV di Franconia, diretto ai cittadini lucchesi e datato 23 giugno 1081, con cui, tra l'altro, venne proibita la costruzione di castelli nel raggio di sei miglia dalla città. Successivamente, nella Vita metrica di Anselmo, vescovo di Lucca, a Bonifacio di Canossa vennero imputate distruzioni di mura e torri a Lucca. La notizia della sua morte improvvisa nel 1052, avvenuta per tradimento in una partita di caccia, fu accolta con tutta probabilità "lietamente" in città.
Beatrice di Lotaringia o di Lorena, che Bonifacio aveva sposato in seconde nozze nel 1037, divenne reggente per conto del figlio minorenne, Federico, che tuttavia morì dopo pochi mesi; Beatrice divenne quindi reggente per conto dell'unica figlia ancora in vita, Matilde, anche lei minorenne. Nel 1054 si risposò, senza chiedere l'approvazione dell'imperatore Enrico III, con il cugino Goffredo detto il Barbuto, anch'egli vedovo, per non suddividere il patrimonio famigliare, come era costume del tempo. Quando, nel 1055, Enrico III, che aveva disapprovato le nozze, discese in Italia, partecipò al Concilio di Firenze tenutosi dal 4 al 14 giugno, convocato da papa Vittore II; erano presenti anche il vescovo di Lucca Giovanni II e la marchesa Beatrice con la figlia di dieci anni: il concilio stabilì gravi pene per le alienazione dei beni ecclesiastici, la simonia ed il concubinato dei preti. Enrico III ne approfittò per vendicarsi dell'affronto subito per le nozze e condusse con sé in Germania Beatrice e la figlia Matilde, mentre il marito, Goffredo, riuscì a fuggire attraversando le Alpi, lasciando il marchesato senza comando. Nell'anno seguente, il 5 ottobre 1056, Enrico III morì e la sua vedova, Agnese di Poitou, che rimase reggente per il figlio Enrico IV di appena sei anni, trovò presto un'intesa con Goffredo e Beatrice, anche su consiglio di papa Vittore II, tutore del piccolo re. Beatrice venne riconosciuta erede della marca della Tuscia e probabilmente per la memoria che i lucchesi avevano delle "abitudines ac etiam perversas" di Bonifacio, spostò da Lucca a Firenze la capitale del Marchesato, anche se non sembra precisato il momento. Nel 1057 Goffredo riuscì a far eleggere suo fratello Federico al soglio pontificio, come papa Stefano IX, che morì l'anno dopo. Nonostante ciò, Goffredo rivestì in quel periodo un ruolo fondamentale nella politica del nord e centro Italia. Nel gennaio 1059, aiutato dal converso Leone di Benedetto, entrò in Roma e, impossessatosi di Trastevere dopo aver assaltato il Laterano, riuscì ad espellere l'antipapa Benedetto X il 24 gennaio e far eleggere papa il vescovo di Firenze, Gerardo, con nome di Niccolò II. Pur essendo Matilde già maggiorenne e dal dicembre del 1069 sposata con Goffredo il Gobbo, figlio di Goffredo il Barbuto, Beatrice, rimasta nuovamente vedova il 24 dicembre 1069 a Verdun, continuò ad esercitare il governo in suo nome fino alla morte nel 1076; in questo periodo assieme alla figlia e ad Agnese si schierò per aiutare il papato, adoperandosi per Enrico IV, che desiderava essere incoronato Imperatore del Sacro Romano Impero. Beatrice muore a Pisa, dove viene sepolta, il 18 aprile 1076 dopo aver assistito al fallimento dei suoi sforzi:  Goffredo il Gobbo, figlio del suo defunto consorte, che lei aveva maritato a sua figlia Matilde, partecipò alla Dieta svoltasi a Worms nel gennaio 1076 , decidendo con gli altri nobili tedeschi la deposizione di papa Gregorio VII, innescandone la pronta scomunica del seguente febbraio, che doveva condurre Re Enrico alla famosa umiliazione di Canossa del 1077. Con l'abate Ugo di Cluny Matilde avviò una mediazione sulle cui basi il Re si decise di recarsi a Canossa il 25 gennaio a camminare scalzo per tre giorni intorno al suo castello. Con la morte, avvenuta il 1115, di Matilde, che era rimasta senza marito e senza discendenza e che aveva donato tutti i beni alla Chiesa, si aprì il periodo della autonomia comunale.
La supremazia di Lucca sulle città toscane della Marca durò finché visse Matilde, cioè fino al 1115."Pisa e il suo porto non si sganciarono mai completamente dalla sfera di influenza di Lucca"Anche la Maremma fu una terra in cui insistettero molti possedimenti inseriti nell'orbita lucchese, fin dalla dominazione longobarda.Il dominio canossiano, esteso dagli Appennini ai porti di Pisa e di Luni, consentì una viabilità ininterrotta dalla area padana al Tirreno, fino allora impedita dalla divisione del territorio tra Longobardi e Bizantini.Divennero importanti i Porcaresi come loro vassalli, visto che occupavano le aree appenniniche toscane ai piedi della Cisa,  dove era il loro Castello di Corsena, da cui erano originari.

## Lo scisma di Lucca

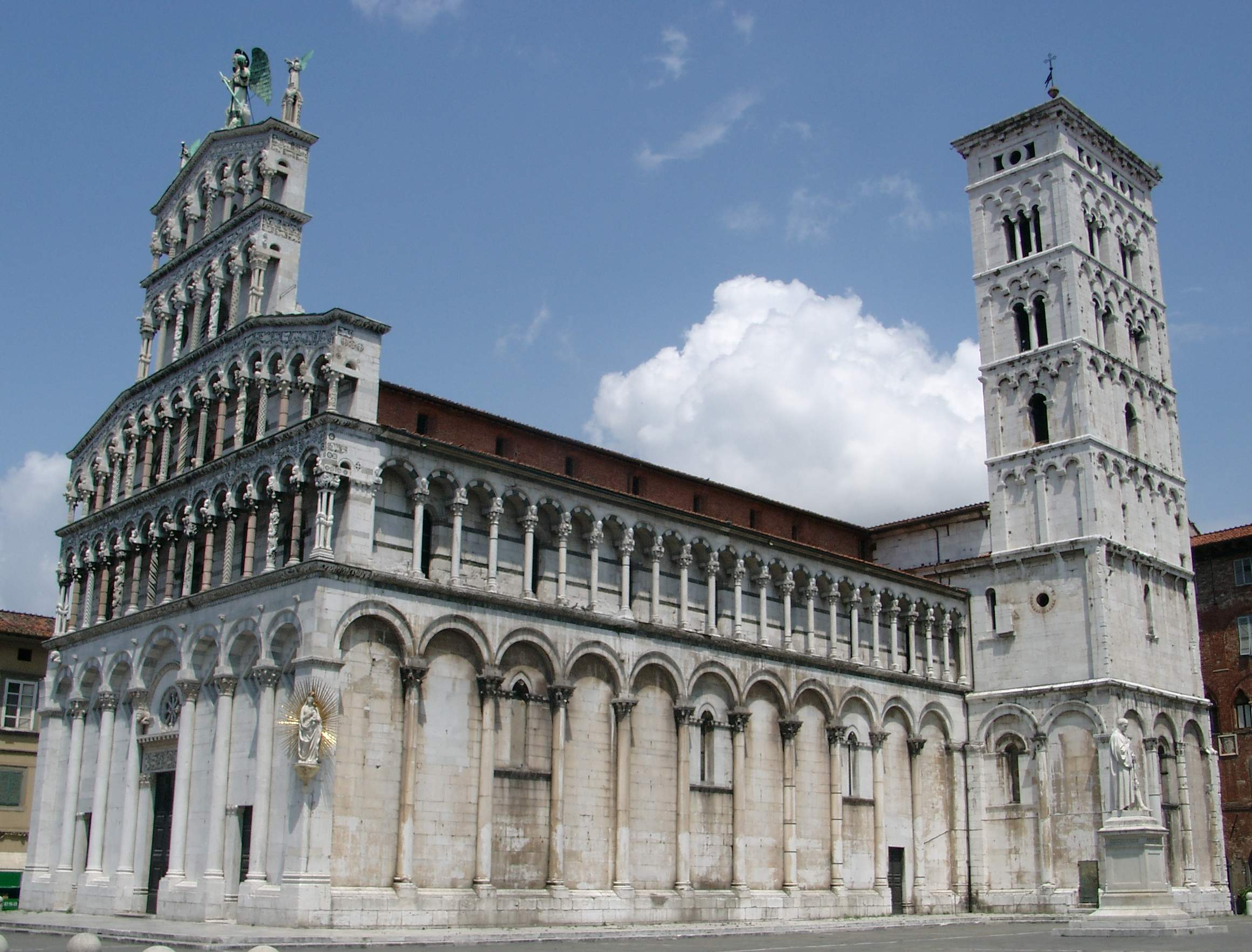
San Michele in Foro

Nel 1073 Anselmo II da Baggio venne eletto vescovo di Lucca per volere del morente zio e papa Alessandro II , dal popolo lucchese. Il 10 agosto del 1073 papa Gregorio VII, nato Ildebrando di Soana, successe ad Alessandro II ed iniziò una decisa politica anti-imperiale a sostegno della autonomia della Chiesa, nota come riforma gregoriana. La lotta alla simonia e al nicolaismo costituirono i cardini del rinnovamento morale proposto dal nuovo papa. I canonici di San Martino, in gran parte ammogliati con prole, si opposero fieramente, trovando sponda in quella parte dell'oligarchia lucchese che guardava al nuovo re Enrico IV con simpatia. 

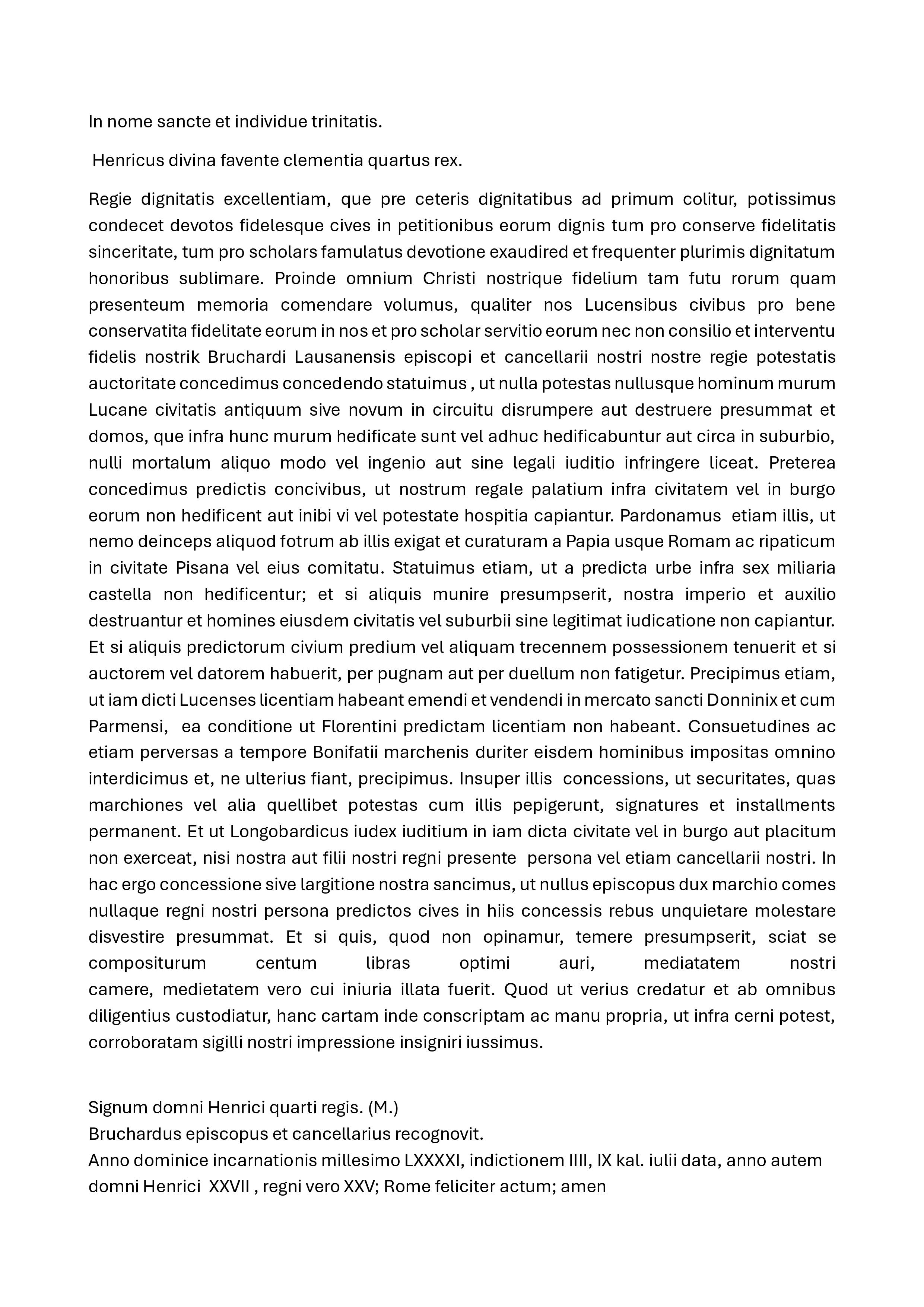
Diploma di Enrico IV emanato a Roma il 23 giugno 1081 (tratto dal sito web MGH)

Anselmo II trovò appoggio nella contessa Matilde di Canossa, che aveva ereditato le grandi antipatie nella società lucchese dal padre Bonifacio. Il suo intervento sui canonici, in cui li allettava con la promessa di ricchezze ed onori per loro e per le loro famiglie, non sortì alcun effetto e i canonici continuarono con le loro usanze.
Anche l'intervento di papa Gregorio VII, che in due epistole nel 1075 e poi nel 1077 esortava i clerici al rispetto dei nuovi principi della riforma, non ebbe successo. I canonici furono invitati ad un concilio a Roma, che si tenne nel novembre del 1078, ma non si presentarono; si presentarono invece al concilio romano VI, dove ribadirono fermamente le loro posizioni. Vennero condannati e consegnati alla giustizia secolare di Matilde. L'anno seguente su richiesta di Anselmo II, venne convocato un nuovo concilio in un luogo nei pressi di Lucca, ovvero a San Ginese, che molti storici individuano in San Ginese di Compito, mentre altri in San Genesio di Vico Wallari. La nuova condanna con scomunica non sortì nessun pentimento, anzi innescò un movimento di rivolta contro il papato, il vescovo e la contessa, che portò alla cacciata di Anselmo II nel 1081 ed alla elezione di Pietro, capo dei canonici ribelli, a vescovo di Lucca. Non mancò l'appoggio di Enrico IV, che esautorò Matide con il Diploma del 23 giugno 1081 ancora quando si trovava in Roma. Anselmo II morì a Mantova nel 1086.
Nonostante che in alcuni documenti del giugno 1088figurino come rientrati alla normale attività di alcuni canonici esiliati (arcipresbitero Lamberto e primicerio Bardo), il periodo di governo della città in mano al vescovo scismatico Pietro durò fino all'insediamento nella sede episcopale di Lucca del vescovo ortodosso Gottifredo (Gottefredus), che sembra non avvenire prima della vittoria della contessa Matilde sulle truppe imperiali nell'ottobre 1092. Sconoscesi la fine del vescovo scismatico. Matilde di Canossa morì nel 1115 e dopo di lei si fece strada l'idea di un autonomo Comune di Lucca.

## La Repubblica di Lucca

### Prodromi del Comune
La marca dei Canossa sopravvive dopo la fine del periodo scismatico ancora fino alla morte di Matilde, che segna il punto di passaggio dall'epoca della dominazione marchionale alla autonomia lucchese.
Il processo verso la autonomia comunale era iniziato già con la concessione del privilegio ai cives lucenses da parte di Enrico IV,  dato che "per la prima volta", come scrive Mauro Ronzani, "il re considerò l’insieme dei cittadini lucchesi come un'entità a sé".
Rangerio nel suo poema sembra descrivere il periodo scismatico successivo come ricco di fermenti e nuove aspirazioni di autonomia, in cui il potere in bilico del vescovo Pietro doveva fare i conti ogni giorno con dibattiti e assemblee dei cittadini, quasi si fossero emancipati dalla mancanza dell'autorità consolidata del marchesato e della curia episcopale, concentrata per la prima volta in una sola figura. Schwarzmaier ha evidenziato che accanto al gruppo di aristocratici, che si arricchiva con i livelli di terre e le decime affidate loro dagli ecclesiastici, alla fine del XI secolo si era venuta affermando una fiorente e numerosa classe di giusperiti (o "causidici"), giudici e notai, che, libera dal controllo marchionale, avrebbe potuto guidare il processo di autonomia comunale. A tal proposito, Savigni evidenzia un episodio, segnalato da Rangerio nella sua Vita metrica (vv. 5301-16): "catturati alcuni oppositori, Pietro - il vescovo scismatico che aveva preso il potere - avrebbe poi convocato un'assemblea, alla quale avrebbero partecipato molte persone di diversi ceti, dai maiores urbis al populus minor", in cui un certo Tado, sostenitore anselmiano, avrebbe chiesto l'intervento dei consoles, "quorum consilio stamus et ausilio". Essi potevano rappresentare personaggi influenti, che però all'epoca potevano esercitare solo funzioni arbitrali, non ancora di natura pienamente pubblica:al massimo, come ritiene Roberta Amari, questi consules avrebbero essere una commissione di cittadini chiamata ad individuare la soluzione ad un problema specifico. Lo scisma ha presumibilmente rappresentato un periodo di sperimentazione di alcune istituzioni, che avrebbero poi caratterizzato il periodo comunale.
Il primo documento che menziona i consoli maggiori (consules maiores) è datato infatti 1119, quattro anni dopo la morte di Matilde di Canossa, ma non fa cenno al ruolo che essi svolgessero nella città. Conferma dell'esistenza e del ruolo rappresentativo dei consules viene data da Corrado, marchese di Toscana, il 2 ottobre 1120; nel decreto, che conferma le precedenti concessioni e l'esenzione del ripatico pisano, scrive: "venientibus ad nos Henrico causidico et Fulcerio atque Inghifredo lucanis Consulibus cum alii bonis viris de civitate Luca postulantibis nos...". Il marchese Corrado tratta con loro e non con il vescovo. Sotto il potere del marchese era nato il potere di rappresentanza del Comune, che si mantenne pro-imperiale fino a Barbarossa.

### Il comune ed il suo ordinamento
Il neonato comune di Lucca assume un nuovo ordinamento, e la città viene divisa nei cinque parti che prendono nome dalle Porte cui fanno capo: Santi Gervasio e Protasio, San Donato, San Paolino, Santa Maria e Porta di Borgo. La città era retta da due consoli e da un Consiglio Generale che era solito riunirsi nel "Parlascio" (l'ex-anfiteatro).

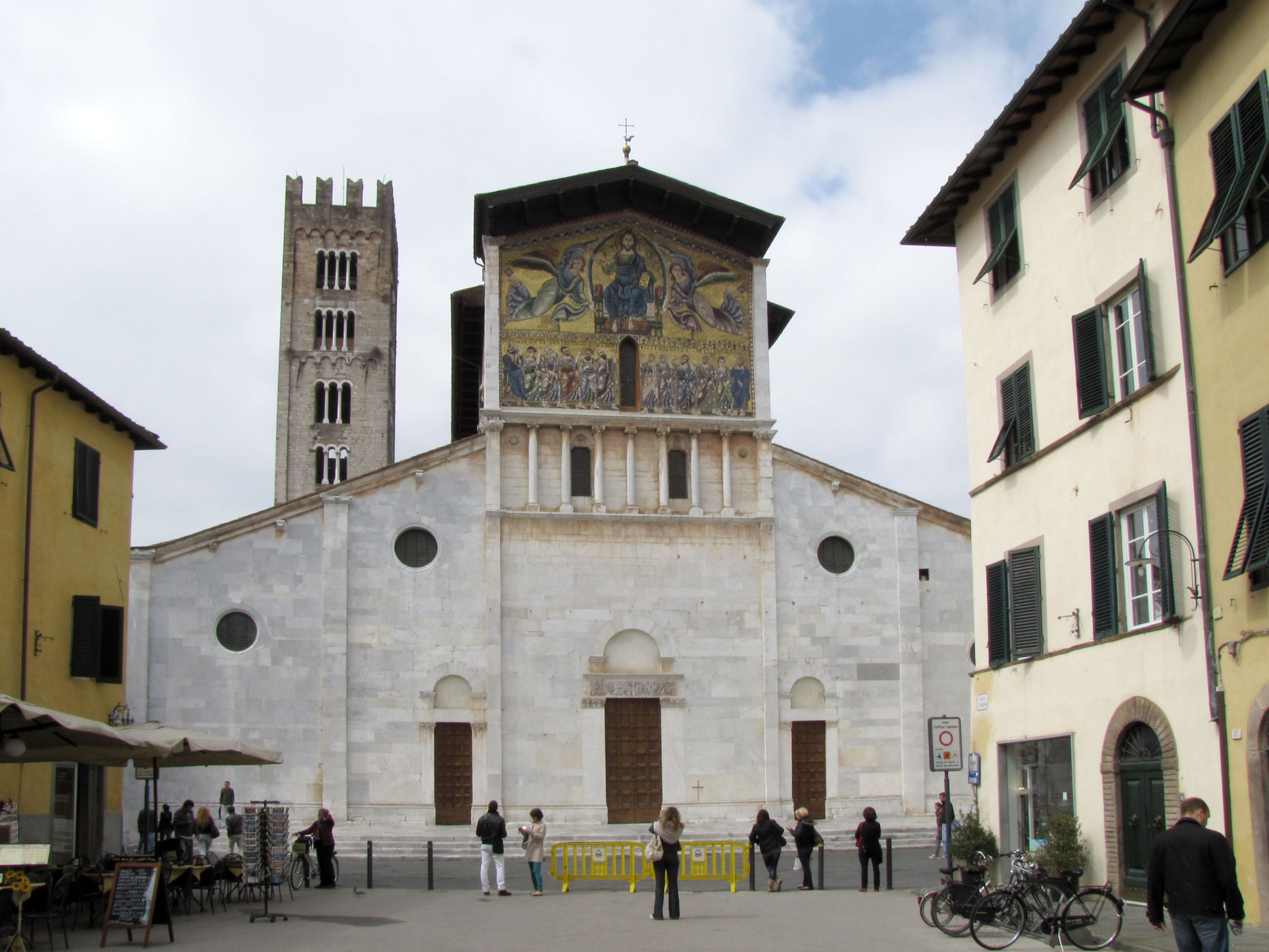
Basilica di San Frediano a Lucca

In questi secoli Lucca era una delle principali città in Italia in termini di produzione e commercio della seta. La prosperità della città si arricchiva grazie anche ai continui pellegrinaggi da tutta Europa: Lucca era una delle mete principali della Via Francigena, grazie soprattutto al Volto Santo e alle reliquie di importanti santi, quali San Frediano, San Regolo e San Cesario diacono e martire di Terracina, il santo tutelare degli imperatori romani (traslate dal monastero di San Cesario sul Palatino di Roma al tempo di papa Alessandro II, vescovo di Lucca, e deposte nell'antico monastero di S. Ponziano; attualmente sono conservate nella Basilica di San Frediano).

### Secolo XIV
Così come nelle altre città Toscane di Firenze e Pistoia, anche Lucca si divise nelle fazioni di guelfi bianchi (più vicini alle ideologie dell'imperatore pur essendo sostenitori del papa) e in guelfi neri (ultraguelfi), in cui confluirono la maggior parte delle famiglie dell'epoca. Nel 1301 i Guelfi bianchi, a seguito dell'uccisione del magistrato Obizzone degli Obizzi, furono costretti all'esilio, e si rifugiarono a Pisa, venendo accusati di essere ghibellini. In questi anni, a capo della fazione popolare emerge il mercante Bonturo Dati, che entra a far parte del governo della città dal 1310 al 1313. Nel 1314 Uguccione della Faggiola, già signore di Pisa, conduce una campagna militare contro i Guelfi toscani e il 13 giugno entra vittorioso a Lucca sottoponendola a tre giorni di feroce sacco.
Nel 1316 un'insurrezione popolare caccia Uguccione della Faggiuola ed il popolo elegge Castruccio Castracani degli Antelminelli capitano generale e successivamente, duca di Lucca, Pisa, Pistoia, Luni e Volterra. Dopo aver arricchito e rinforzato la città portandola a ricoprire il ruolo di unica antagonista al potere di Firenze, Castruccio sconfigge l'esercito fiorentino nella battaglia di Altopascio (1325) inseguendo gli sconfitti sino sotto le mura di Firenze, dove il condottiero dà ordine che sia battuta moneta lucchese (il Castruccino) e siano corsi, in segno di spregio, ben tre palii, rispettivamente: per "li ciuchi, li omini a piedi e le meretrici".
Con la morte di Castruccio Castracani (1328) per Lucca inizia un periodo di decadenza che porterà la città a passare di mano a diversi rivali. Nell'aprile di quell'anno il popolo di Lucca fu interdetto e scomunicato da papa Giovanni XXII, per aver riconosciuto Lodovico il Bavaro qual legittimo imperatore, ed obbedito a Castruccio, all'antipapa Niccolò V ed al vescovo scismatico Rocchigiano. Nonostante le ambascerie alla Corte di Roma in Avignone, solo con l'intervento di Mastino della Scala Lucca venne finalmente sciolta da ogni censura, con vari obblighi tra cui quello di costruire nel duomo una cappella dedicata a San Benedetto con una dote per l'uffiziatura.
Nel 1329 la città venne posta sotto assedio e conquistata dalla Compagnia del Ceruglio, comandata da Marco Visconti, che ne diverrà per breve tempo signore, prima di venderla ai genovesi per la cifra di 30.000 fiorini.
(Anonimo Pistoiese, Istorie pistoiesi, dal MIII al MIIIXLVIII.)
Questo signore fu Giovanni I di Boemia. Nel 1342 la città fu venduta a Pisa, che la occupò fino al 1369.
Lucca convince l'imperatore Carlo IV, dietro pagamento di un tributo di 300.000 fiorini, ad emettere un atto per la liberazione della città. L'imperatore, di passaggio in Italia scende a Lucca e il 6 aprile 1369 (domenica In albis) firma l'atto di liberazione che consente ai cittadini di ricostituire la Repubblica.
Il Governo di Lucca decise che la città fosse da dividere in tre parti, chiamate «terzieri»: San Martino, San Paolino e San Salvatore.
I terzieri avevano un duplice scopo: uno politico (servivano infatti a determinare i candidati eleggibili nel Governo cittadino) ed uno difensivo, in quanto i rispettivi abitanti facevano parte della Milizia Urbana che, in caso di allarme, doveva provvedere alla difesa delle Mura. I terzieri erano divisi in «gonfaloni» (quattro per ogni terziere) e i gonfaloni, a loro volta, erano divisi in «pennoni» (quattro per ogni gonfalone).
Il terziere più grande era quello di San Martino che occupava la zona est della città e si divideva nei gonfaloni Cavallo, Pappagallo, Rota e Stella. Il secondo in grandezza era quello di San Paolino che occupava la zona ovest e comprendeva i gonfaloni Sirena, Luna, Falcone e Granchio. Il più piccolo era il terziere di San Salvatore che occupava la zona nord ed era diviso nei gonfaloni Corona, Sole, Gallo e Rosa.
L'imperatore Carlo IV concesse inoltre alla città anche la possibilità di dotarsi di uno studium generale', ma una vera e propria università lucchese non entrerà in funzione prima del 1787.

### Secolo XV

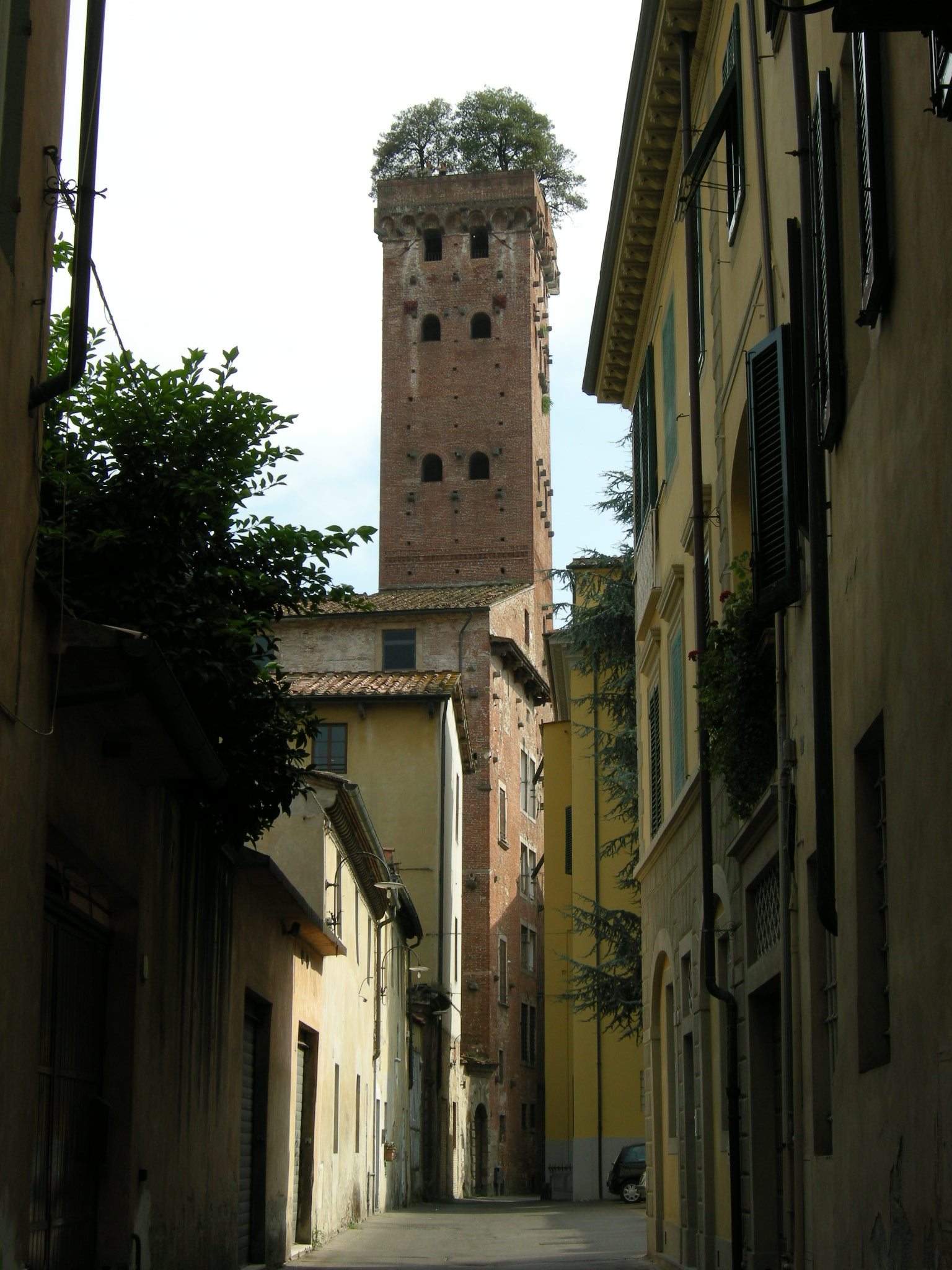
Torre medievale dei Guinigi, Lucca

Paolo Guinigi venne eletto signore di Lucca il 21 novembre 1400 dopo numerosi scontri e vendette trasversali, tra la casata dei Guinigi (sostenuta dal popolo) e quella dei Forteguerra (appoggiati dai grossi mercanti e dalla loro corte).
Abolì il Consiglio Maggiore e istituì un Consiglio di Stato che aveva il compito di assisterlo politicamente, inoltre si ebbe una spinta propulsiva del commercio della seta e dell'industria bancaria.
Il suo potere aumentò notevolmente grazie ai suoi matrimoni combinati. La più famosa moglie è senz'altro Ilaria del Carretto che sposò nel 1403. Alla sua morte fece costruire intorno al 1406 da Jacopo della Quercia il celebre sarcofago marmoreo, ora conservato nel Duomo.
Oltre che interna si ebbe un periodo di pace esterna grazie alla sua politica estera ambigua. Giurò fedeltà a tutti e tre i papi nominati prima di Martino V e li accolse durante le loro visite in città. Strinse rapporti con l'Imperatore Sigismondo che lo confermò nel 1413 Vicario Imperiale in Lucca legittimando così la sua signoria.
Nel 1418, a seguito della guerra tra Milano e Venezia, ci fu un ribaltamento delle alleanze a livello generale. Firenze indusse Braccio Fortebraccio da Montone ad invadere e saccheggiare la città. Paolo non riuscì a resistere e per scacciare l'invasore dovette pagare una cifra esorbitante. La pace del 1425 tra Firenze, alleata di Venezia, e Milano, lasciò armati i fiorentini che si rivolsero contro Lucca, perché il figlio di Paolo Guinigi, Ladislao Guinigi, aveva aiutato Filippo Maria Visconti. I fiorentini guidati dal condottiero Niccolò Fortebraccio devastarono il contado lucchese e giunsero ad assediare le mura. La città si salvò solamente il 28 febbraio 1429 grazie all'intervento di Francesco Sforza, il quale evitò che Lucca cadesse sotto il dominio fiorentino.
In seguito Firenze pagò lo Sforza per abbandonare Lucca e nel 1430 Lucca fu assediata ancora una volta. Durante l'assedio i Fiorentini tentarono di arginare il Serchio per allagare Lucca, ma per via di alcuni errori dovuti al progettista (Brunelleschi) si allagò l'accampamento fiorentino. Intanto i Lucchesi chiesero di nuovo aiuto a Filippo Maria Visconti che, ancora una volta, agì indirettamente (secondo un precedente trattato Milano non poteva intromettersi negli affari di Firenze), chiedendo ai Genovesi di aiutare Lucca. Facendo valere un'antica alleanza con Lucca, Genova intimò a Firenze di non disturbare Lucca e al rifiuto di Firenze inviò un esercito di 6.000 uomini guidati da Niccolò Piccinino che attaccò i Fiorentini sul Serchio e, dopo una sanguinosa battaglia svoltasi presso il paese di S.Angelo in Campo, li costrinse a ritirarsi, anche perché i Lucchesi li avevano presi alle spalle uscendo dalla città con le loro milizie. Questi fatti accrebbero il malcontento contro Paolo Guinigi, che sfociò in una congiura, ordita da Pietro Cenami e Lorenzo Buonvisi, che lo depose nella notte tra 15 e 16 agosto 1430, con l'accusa di aver trattato con i fiorentini. Gli Anziani dettero l'annuncio che il loro signore era stato travolto da una rivolta popolare, mentre egli in realtà si trovava in carcere a Pavia dove morì due anni dopo, prigioniero del duca di Milano. 
Così veniva restaurata la repubblica aristocratica e il coinvolgimento alla vita politica fu rigidamente consentito solo dal privilegio di nascita. L'organo di maggior partecipazione è il Consiglio Generale che si riunisce più volte la settimana con funzioni legislative ed è composto da 120 membri, 40 per ogni terziere. Più ristretto è il Collegio degli Anziani, organo esecutivo: è composto da 10 membri, tra cui chi presiede è detto il Gonfaloniere, che durano in carica solo un bimestre, scelti dal consiglio dei 36; sceglie i membri del Consiglio Generale.
Nel frattempo andò crescendo l'attività bancaria cittadina che incrementò la sua fama espandendosi su quasi tutti i mercati europei .
Nel 1446 vennero pubblicati nuovi statuti con innovazioni riguardo all'istruzione pubblica e venne deciso di non fondare l'Università degli Studi perché sarebbe costata troppo.
Nella seconda metà del Quattrocento Lucca sarà coinvolta in numerose guerre di confine e inizia il suo periodo di decadenza. 

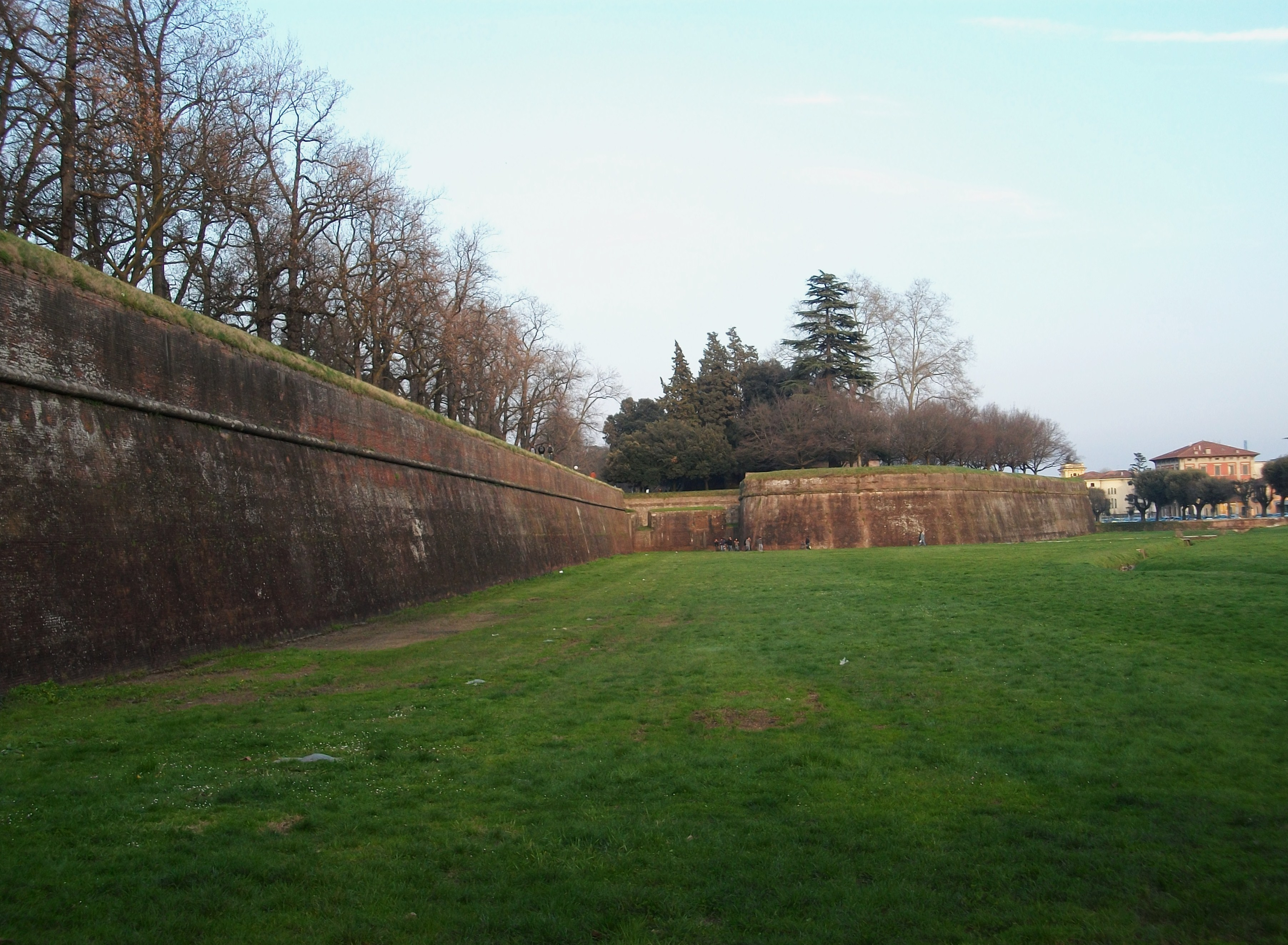
Tratto delle Mura cinquecentesche di Lucca

### Secolo XVI
Il 30 aprile 1530 il Consiglio Generale della Repubblica Lucchese approva in sordina una nuova legge proposta dalla Corte dei Mercanti, per proibire ai singoli maestri tessitori di produrre per il mercato locale e abbassare i compensi per i tessuti commissionati dai mercanti e destinati al mercato internazionale. Ciò scatena il malcontento degli artigiani tessitori, che in pratica venivano ridotti a dipendenti della classe mercantile cittadina.
Dal maggio 1531 all’aprile 1532, sotto il vessillo di uno straccio nero,  si verificarono undici mesi di tumulti, che mostrarono un misto di rivendicazioni corporative e salariali, di proteste per il rincaro delle vivande: tutto ciò passò alla storia come Rivolta degli Straccioni, che alla fine venne repressa.
Anche se i primi studi furono compiuti del secolo precedente (1491, ing.Martini di Siena), solo nel XVI secolo partì l'opera di costruzione della nuova imponente cerchia muraria: la decisione fu presa il 7 Maggio 1504, giorno in cui il Consiglio Generale elesse sei cittadini con il potere  « providendi et ordinandi ut nostra civitas cum suis burgis muratis et non muratis muniri et fortificari debeat". L'opera costò 900 mila scudi ma non venne mai utilizzata per la difesa militare della città; è noto invece che le mura salvarono Lucca dalle inondazioni, mediante la chiusura delle porte. Si racconta che nel 1812 la sorella di Napoleone, Elisa Baciocchi, sia stata tirata su per le mura con un argano per poter rientrare in città, circondata com’era Lucca dalle acque del fiume Serchio.L'indipendenza della Repubblica si deve alla grande abilità a trattare con i poteri forti e non di certo alle mura, tanto che l'ultimo grande assedio del 1430 da parte dei fiorentini non ebbe successo. Nel 1561 si iniziò a progettare le mura per opera dell'ingegnere Francesco Paciotti d'Urbino . Da allora, si lavorò alla costruzione sotto la successiva condotta di molti ingegneri fino al 1645 , anno nel quale le mura furono realizzate così come si vedono oggi. Vennero poi le mura fornite di artiglierie, 124 cannoni tutti di grosso calibro, che, in bronzo, vennero aportati dagli austriaci con spese di trasporto a carico della città.

### Secolo XVII
Una linea di confine incerta tra Garfagnana e il territorio Modenese causò i primi tafferugli tra i sudditi delle due parti e portarono alla guerra per l'insistenza in Consiglio di alcuni giovani nobili che ardevano dalla voglia delle armi, diversamente dalla politica pacifista della Repubblica, votata da sempre alla mercatura ed al suo sviluppo. Così si dovette affrontare due guerre costose quanto inutili nel 1602 e nel 1613.
Un ristretto numero di casate avevano in mano tutto il potere politico ed economico. I Cenami, i Buonvisi, i Burlamacchi, i Talenti, gli Arnolfini e poche altre. Il segreto della longevità del governo oligarchico fu quello di evitare i conflitti tra le diverse casate.

## Fine della Repubblica
I primi giorni del 1799 i Francesi occuparono Lucca con il generale Sérurier, che la mattina del 4 febbraio 1799 nominmercatura n governo provvisorio della città, abolendo la nobiltà e ogni privilegio, consegnando una costituzione sul modello della repubblica Ligure.
Il 23 giugno 1805 su richiesta del senato di Lucca, viene costituito il Principato di Lucca e Piombino, assegnato alla sorella di Napoleone Bonaparte Elisa Bonaparte ed al marito Felice Baciocchi, mantenendo una certa autonomia rispetto alle altre città italiane, sotto dominio diretto di Napoleone.
Nel 1806 che Napoleone estenderà a Lucca il concordato stipulato nel 1803 con il Papato per l’incameramento dei beni ecclesiastici con il decreto del 30 marzo del 1806, pubblicato l’11 aprile dello stesso anno; subito inizia l’opera di soppressione degli istituti e delle corporazioni religiose. La prima alienazione è datata 2 novembre del 1806 e l'ultimo atto delle soppressioni è la distruzione dell'Oratorio di San Gregorio, nell’aprile del 1813 .

### Congresso di Vienna
Nel congresso di Vienna, malgrado l'opinione contraria di popolo e maggiorenti, che avrebbero preferito la restaurazione degli antichi ordinamenti repubblicani, venne deciso di creare il ducato di Lucca. Il 10 maggio 1815 subentra, come reggente, Maria Luisa di Borbone-Spagna, alla quale succedette il figlio Carlo Ludovico di Borbone (1824-1847). Nel 1847 la città venne ceduta al granducato di Toscana.

## Presente
Il 24 novembre 2006 ha ospitato il vertice bilaterale Italia-Francia alla presenza del Presidente del Consiglio Prodi e del Presidente della Repubblica Francese Chirac.